# Štefan Beéry
Štefan (Stjepan) Beéry ili Béry, Béri (mađarski Beéry István) (Fintafa, 10. rujna, 1841. – Stinac, 5. studenog, 1906.) mađarski je katolički svećenik i pisac gradišćanskohrvatskog jezika.
Rođen u Zalskoj županiji. Otac mu je bio József Béri, a majka Rozália Vörös. Studirao je kao mali seminarist. Zaređen 10. srpnja 1864. Bio je kapelan u gradišćanskom Rohuncu 1864. – 1867. godine, zatim svećenik u Vincjetu 1867. – 1882. godine. Svećeničku službu je završio u Szarvaskendu 1882. – 1886. godine, zatim u Sambotelu (Szombathely) 1886. – 1890. godine. U Stinacu je bio kapelan (1890. – 1892.), zatim svećenik do svoje smrti.
Njegovo djelo je prva gradišćanskohrvatska zemljopisna knjiga. Pisao je i školske udžebnike.

## Djela
- Mali Zemljopis za skolarsku mladinu (1872.)
- Uvodna kniga na poducsavanje ugerszkoga jezika u hrvatskih školah zselezne varmedje (1880.)
- Ugerska Čitanka (1890.)